# Liste der Lieder von Alexa Feser

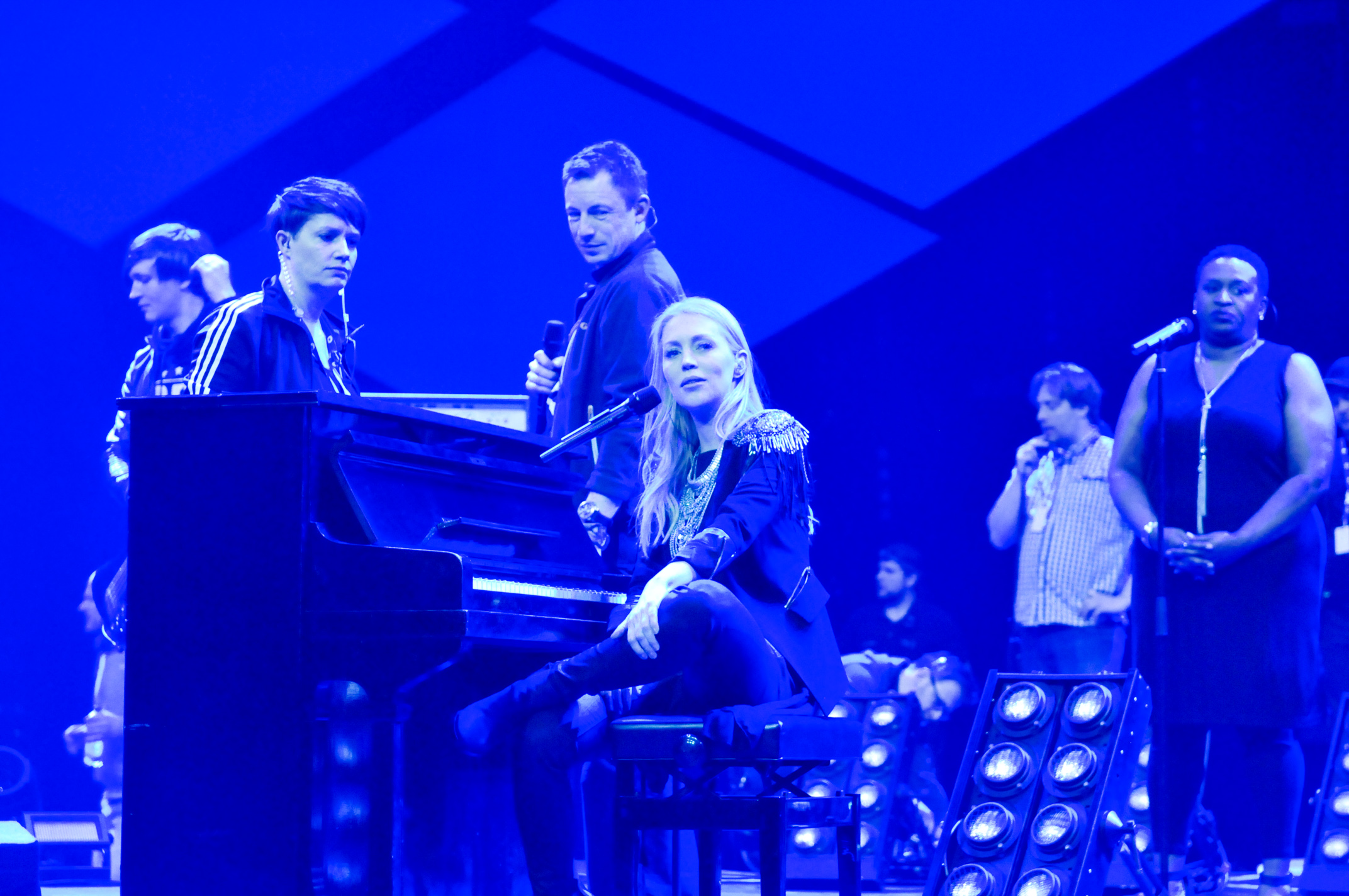
Alexa Feser (2015)

Dies ist eine Liste der aufgenommenen und veröffentlichten Lieder der deutschen Sängerin Alexa Feser und ihres früheren Pseudonyms Alexa Phazer. Die Reihenfolge der Titel ist alphabetisch sortiert. Sie gibt Auskunft über die Urheber und auf welchem Tonträger die Komposition erstmals zu finden ist. Entnommen wurden die Informationen aus dem Booklet des jeweiligen Albums. In ihrer Karriere veröffentlichte Feser bisher fünf Studioalben, eines davon als Alexa Phazer.

## #
| Titel                           | Autoren                                    | Album          | Jahr |
| ------------------------------- | ------------------------------------------ | -------------- | ---- |
| 1A                              | Alexa Feser, Steve van Velvet              | A!             | 2019 |
| 100 Samurai                     | Alexa Feser, Steve van Velvet              | Liebe 404      | 2022 |
| 1000 Lieder                     | Alexa Feser, Steve van Velvet              | Ich gegen mich | 2008 |
| 404 Interlude                   | Alexa Feser, Steve van Velvet              | Liebe 404      | 2022 |
| 8MilliardenHaus (mit DopeClass) | Alexa Feser, Alexis Troy, Steve van Velvet | DopeClass      | 2022 |

## A
| Titel         | Autoren                                                        | Album     | Jahr |
| ------------- | -------------------------------------------------------------- | --------- | ---- |
| Abgeholt      | Alexa Feser, Steve van Velvet                                  | A!        | 2019 |
| Abschiedslied | Alexa Feser, Steve van Velvet                                  | A!        | 2019 |
| Air Max       | Alexa Feser, Steve van Velvet                                  | Liebe 404 | 2021 |
| Al Pacino     | Alexa Feser, Steve van Velvet                                  | Kino      | 2024 |
| Anker         | Daniel Großmann, Alexa Feser, Matthias Mania, Steve van Velvet | Kino      | 2024 |
| Atari T-Shirt | Alexa Feser, Steve van Velvet                                  | A!        | 2019 |
| Aufstehmensch | Alexa Feser, Steve van Velvet                                  | Liebe 404 | 2022 |

## B
| Titel                          | Autoren                                                                                         | Album     | Jahr |
| ------------------------------ | ----------------------------------------------------------------------------------------------- | --------- | ---- |
| Bei 10 wieder oben             | Alexa Feser, Steve van Velvet                                                                   | A!        | 2019 |
| Belvedere                      | Alexa Feser, Steve van Velvet                                                                   | Liebe 404 | 2022 |
| Best of Us (als Teil von Wier) | Steven Bashir, Sera Finale, JORIS, Pascal Reinhardt, Charlotte Rezbach, Nico Santos, Joe Walter | –         | 2020 |

## C
| Titel    | Autoren                       | Album | Jahr |
| -------- | ----------------------------- | ----- | ---- |
| Checkbox | Alexa Feser, Steve van Velvet | Kino  | 2023 |

## D
| Titel                                            | Autoren                                                                                           | Album           | Jahr |
| ------------------------------------------------ | ------------------------------------------------------------------------------------------------- | --------------- | ---- |
| Das Gold von morgen                              | Alexa Feser, Steve van Velvet                                                                     | Gold von morgen | 2014 |
| Das Tempo von Rost                               | Alexa Feser, Steve van Velvet                                                                     | A!              | 2019 |
| Das Universum vergisst nicht                     | Alexa Feser, Steve van Velvet                                                                     | Kino            | 2024 |
| Deine Freunde                                    | Alexa Feser, Steve van Velvet                                                                     | Kino            | 2023 |
| Der Dieb                                         | Alexa Feser                                                                                       | Ich gegen mich  | 2008 |
| Der stärkste Mann (Kool Savas feat. Alexa Feser) | Stepan Cebotarev, Alexa Feser, Jules Kalmbacher, Eike Schomakers, Steve van Velvet, Savas Yurderi | Aghori          | 2021 |
| Dezemberkind                                     | Alexa Feser, Steve van Velvet                                                                     | Gold von morgen | 2014 |

## E
| Titel | Autoren                       | Album     | Jahr |
| ----- | ----------------------------- | --------- | ---- |
| Einen | Alexa Feser, Steve van Velvet | Liebe 404 | 2021 |

## F
| Titel                        | Autoren                                      | Album     | Jahr |
| ---------------------------- | -------------------------------------------- | --------- | ---- |
| Fluchtwagen (mit Kool Savas) | Alexa Feser, Steve van Velvet, Savas Yurderi | Liebe 404 | 2021 |
| Fritten                      | Alexa Feser, Steve van Velvet                | Kino      | 2023 |

## G
| Titel      | Autoren                       | Album           | Jahr |
| ---------- | ----------------------------- | --------------- | ---- |
| Glück      | Alexa Feser, Steve van Velvet | Gold von morgen | 2014 |
| Gold reden | Alexa Feser, Steve van Velvet | A!              | 2018 |
| Grenzenlos | Alexa Feser                   | Ich gegen mich  | 2008 |

## H
| Titel                 | Autoren                       | Album                 | Jahr |
| --------------------- | ----------------------------- | --------------------- | ---- |
| Haie                  | Alexa Feser, Steve van Velvet | A!                    | 2019 |
| Held                  | Alexa Feser, Steve van Velvet | Gold von morgen       | 2014 |
| Helden träumen mehr   | Alexa Feser                   | Ich gegen mich        | 2008 |
| Herz aus zweiter Hand | Alexa Feser, Steve van Velvet | Zwischen den Sekunden | 2017 |
| Highscore             | Alexa Feser, Steve van Velvet | Kino                  | 2022 |
| Hypnotisiert          | Alexa Feser                   | Ich gegen mich        | 2008 |

## I
| Titel                             | Autoren                       | Album                 | Jahr |
| --------------------------------- | ----------------------------- | --------------------- | ---- |
| Ich bleibe                        | Alexa Feser, Steve van Velvet | Gold von morgen       | 2014 |
| Ich heirate mich selbst           | Alexa Feser                   | Ich gegen mich        | 2007 |
| In diesem Moment                  | Alexa Feser, Steve van Velvet | A!                    | 2019 |
| Interlude – Zwischen den Sekunden | Alexa Feser, Steve van Velvet | Zwischen den Sekunden | 2017 |
| Intro – Zwischen den Sekunden     | Alexa Feser, Steve van Velvet | Zwischen den Sekunden | 2017 |
| Inventur                          | Alexa Feser, Steve van Velvet | Zwischen den Sekunden | 2017 |

## K
| Titel                         | Autoren                       | Album          | Jahr |
| ----------------------------- | ----------------------------- | -------------- | ---- |
| Kaiserschnitt (feat. Ava Ion) | Alexa Feser, Steve van Velvet | Kino           | 2024 |
| Keiner kann mich finden       | Alexa Feser, Steve van Velvet | Ich gegen mich | 2008 |
| Kino Interlude                | Alexa Feser                   | Kino           | 2024 |

## L
| Titel                | Autoren                                       | Album                 | Jahr |
| -------------------- | --------------------------------------------- | --------------------- | ---- |
| Lana Del Rey         | Alexa Feser, Steve van Velvet                 | Kino                  | 2023 |
| Lass mich gehen      | Alexa Feser                                   | Ich gegen mich        | 2008 |
| Leben                | Alexa Feser, Steve van Velvet                 | Zwischen den Sekunden | 2017 |
| Liebe 404 (mit Sero) | Alexa Feser, Sero D. Soleil, Steve van Velvet | Liebe 404             | 2021 |
| Linie 7              | Alexa Feser, Steve van Velvet                 | Zwischen den Sekunden | 2017 |
| Lola rennt           | Alexa Feser, Steve van Velvet                 | A!                    | 2019 |

## M
| Titel                 | Autoren                                   | Album                            | Jahr |
| --------------------- | ----------------------------------------- | -------------------------------- | ---- |
| Manche Menschen       | Alexa Feser, Steve van Velvet             | Ich heirate mich selbst - Single | 2007 |
| Medizin               | Alexa Feser, Steve van Velvet             | Zwischen den Sekunden            | 2016 |
| Mein bester Tag       | Alexa Feser, Peter Ries, Steve van Velvet | Ich gegen mich                   | 2008 |
| Mein Name ist         | Alexa Feser, Steve van Velvet             | Kino                             | 2023 |
| Mein wahres Ich       | Alexa Feser, Steve van Velvet             | Ich gegen mich                   | 2008 |
| Mehr als ein Lied     | Alexa Feser, Steve van Velvet             | Gold von morgen                  | 2014 |
| Memo                  | Alexa Feser, Steve van Velvet             | Liebe 404                        | 2022 |
| Mensch unter Menschen | Alexa Feser, Steve van Velvet             | Zwischen den Sekunden            | 2017 |
| Minibar               | Alexa Feser, Steve van Velvet             | Liebe 404                        | 2020 |
| Mut                   | Alexa Feser, Steve van Velvet             | A!                               | 2018 |

## N
| Titel                                 | Autoren                                                                   | Album                 | Jahr |
| ------------------------------------- | ------------------------------------------------------------------------- | --------------------- | ---- |
| Nach Norden                           | Alexa Feser, Steve van Velvet                                             | Zwischen den Sekunden | 2017 |
| Nichts                                | Alexa Feser                                                               | Ich gegen mich        | 2008 |
| Nichts ist so laut wie die Wahrheit   | Alexa Feser, Steve van Velvet                                             | A!                    | 2019 |
| Nie sie (Disarstar feat. Alexa Feser) | Disarstar, Alexa Feser, Daniel Großmann, Matthias Mania, Steve van Velvet | Klassenkampf & Kitsch | 2020 |

## O
| Titel    | Autoren                                        | Album     | Jahr |
| -------- | ---------------------------------------------- | --------- | ---- |
| Optimist | Patrick Ehrlich, Alexa Feser, Steve van Velvet | Liebe 404 | 2020 |

## P
| Titel            | Autoren                       | Album                 | Jahr |
| ---------------- | ----------------------------- | --------------------- | ---- |
| Paradies im Kopf | Alexa Feser, Steve van Velvet | Zwischen den Sekunden | 2017 |
| Peter Pan        | Alexa Feser, Steve van Velvet | Gold von morgen       | 2014 |

## R
| Titel        | Autoren                       | Album                 | Jahr |
| ------------ | ----------------------------- | --------------------- | ---- |
| Rückwärtstag | Alexa Feser, Steve van Velvet | Zwischen den Sekunden | 2017 |

## S
| Titel                         | Autoren                                    | Album                                 | Jahr |
| ----------------------------- | ------------------------------------------ | ------------------------------------- | ---- |
| Schiebedach (mit Esther Graf) | Alexa Feser, Esther Graf, Steve van Velvet | Liebe 404                             | 2022 |
| Stadt ohne Skyline            | Alexa Feser, Steve van Velvet              | Gold von morgen                       | 2014 |
| Stalkerin                     | Alexa Feser                                | Ich gegen mich                        | 2008 |
| Sterne                        | Alexa Feser, Steve van Velvet              | Gold von morgen (Deluxe Live Edition) | 2015 |
| Straßenkind                   | Alexa Feser, Steve van Velvet              | Zwischen den Sekunden                 | 2017 |
| Süßer die Glocken nie klingen | Friedrich Wilhelm Kritzinger               | Giraffenaffen 4 - Winterzeit          | 2015 |

## T
| Titel                              | Autoren                                  | Album | Jahr |
| ---------------------------------- | ---------------------------------------- | ----- | ---- |
| Tempelhofer Feld (feat. Disarstar) | Disarstar, Alexa Feser, Steve van Velvet | A!    | 2019 |

## V
| Titel                 | Autoren                       | Album           | Jahr |
| --------------------- | ----------------------------- | --------------- | ---- |
| Vom Suchen und Finden | Alexa Feser, Steve van Velvet | Gold von morgen | 2014 |

## W
| Titel                      | Autoren                                      | Album                 | Jahr |
| -------------------------- | -------------------------------------------- | --------------------- | ---- |
| Was du brauchst            | Alexa Feser, Steve van Velvet                | Kino                  | 2024 |
| Weil ich es kann           | Alexa Feser, Steve van Velvet                | Ich gegen mich        | 2008 |
| Weiß                       | Alexa Feser, Steve van Velvet                | Gold von morgen       | 2014 |
| Wir sind hier              | Alexa Feser, Steve van Velvet                | Gold von morgen       | 2014 |
| Wunderfinder (feat. Curse) | Alexa Feser, Steve van Velvet, Michael Kurth | Zwischen den Sekunden | 2017 |